# 중앙동 (전주시)
중앙동(中央洞)은 대한민국 전주시 완산구의 법정동이다.

## 개요
중앙동은 지명에서 나타나듯이 과거에는 전라북도청의 소재지이며, 중앙시장, 걷고싶은거리, 영화의거리 등을 비롯해 전라북도 상권의 최대 중심지로 전북 경제를 이끌어나감과 동시에 전주시의 최고 번화가로도 명성을 떨쳤던 원도심(原都心)이다. 그러나 시대의 흐름에 따라 다른 대도시의 원도심들과 마찬가지로 인구감소 등 도심공동화 현상이 지속되고 있다. 전주시는 걷고 싶은거리, 루미나리에 설치 및 영화의 거리 조성, 웨딩거리 조성, 대동지구 재개발사업 등 원도심 활성화 정책을 펴고 있다.

## 연혁
현재의 성원오피스텔(구 중앙극장) 주변이 수비대청 바로 진위영(鎭衛營)이 있었으며 전라감영이 위치한 전주에 우리의 군대가 배치된 것은 1871년이었다. 전라감영 휘하에 3백여명의 신식군대가 자리잡았다고 하나 통장이니, 별장이니 하는 전근대적인 편제였고 신식총이 아닌 활의 일종인 주살이라는 무기로 무장했었다. 이곳 난후청은 그 후 4년만인 고종 12년에 해체되고 임오군란이 일어났던 고종 19년인 1882년 같은 자리에 진남영이라는 병영을 설치했다가 다시 7년 후인 고종 26년 이번에는 다소 정예화된 군사 3백여명으로 교체하면서 병영의 이름을 무남영이라고 불렀다. 이렇게 병사와 병영의 명칭이 몇 차례 바뀌더니 고종 32년인 1895년 황제의 칙령에 의해 전주와 평양 두 곳에 진위영을 설치하여 1개대대의 군대를 다시 배치했으니 이때 비로소 신식총을 가진 신식군대가 전주에 주둔하게 된 것이다. 한국전쟁 후에까지 중앙극장 남쪽으로 정구장이 있었는데 이 자리는 군마장이었다. 우리 고장의 신식군대가 주둔했던 자리를 진영터라고 해서 불린 것은 당연한 일이었다.
- 1915. 12. 06 전라북도 고시 제73호로 대정정 1.2.3.정목, 팔달정2정목, 다가본정 3.4정목, 고사정으로 명명 .
- 1946. 07. 10 전주부 망성동, 선북동, 중앙동, 청석동, 다가동, 서인동, 남고사 북고사동으로 개칭 .
- 1957. 12. 12 시조례 제108호로 전주시 중앙동, 다가동, 고사동으로 개칭 .
- 1996. 09. 01 시조례 제2053호에 의거 통합 .
- 2005. 08. 01 전주시 완산구 중앙동, 태평동 통합

## 법정동
- 중앙동1·2·3·4가(中央洞)
- 다가동1·2·3·4가(多佳洞)
- 고사동(高士洞)
- 태평동(太平洞)

## 교육
- 전주초등학교

## 아파트
| 단지명             | 건설사         | 시행사                               | 주소                       | 입주        | 비고                              |
| ------------------ | -------------- | ------------------------------------ | -------------------------- | ----------- | --------------------------------- |
| 전주 태평 아이파크 | 현대산업개발   | 전주태평1구역 주택재개발정비사업조합 | 완산구 태진로 35 (태평동)  | 2022년 5월  | 태평1구역 재개발                  |
| 태평 SK VIEW       | 에스케이건설㈜ | 케이티앤지㈜                         | 완산구 태평2길 22 (태평동) | 2008년 12월 | 전주 연초제조창·(구)전주역 재개발 |